# 日甘斯克机场
日甘斯克机场 是一个服务于俄罗斯萨哈共和国日甘斯基区首府日甘斯克的民用机场。

## 航空公司和目的地
| 航空公司   | 目的地   |
| ---------- | -------- |
| 雅库特航空 | 雅库茨克 |